# گاس آرنهیم

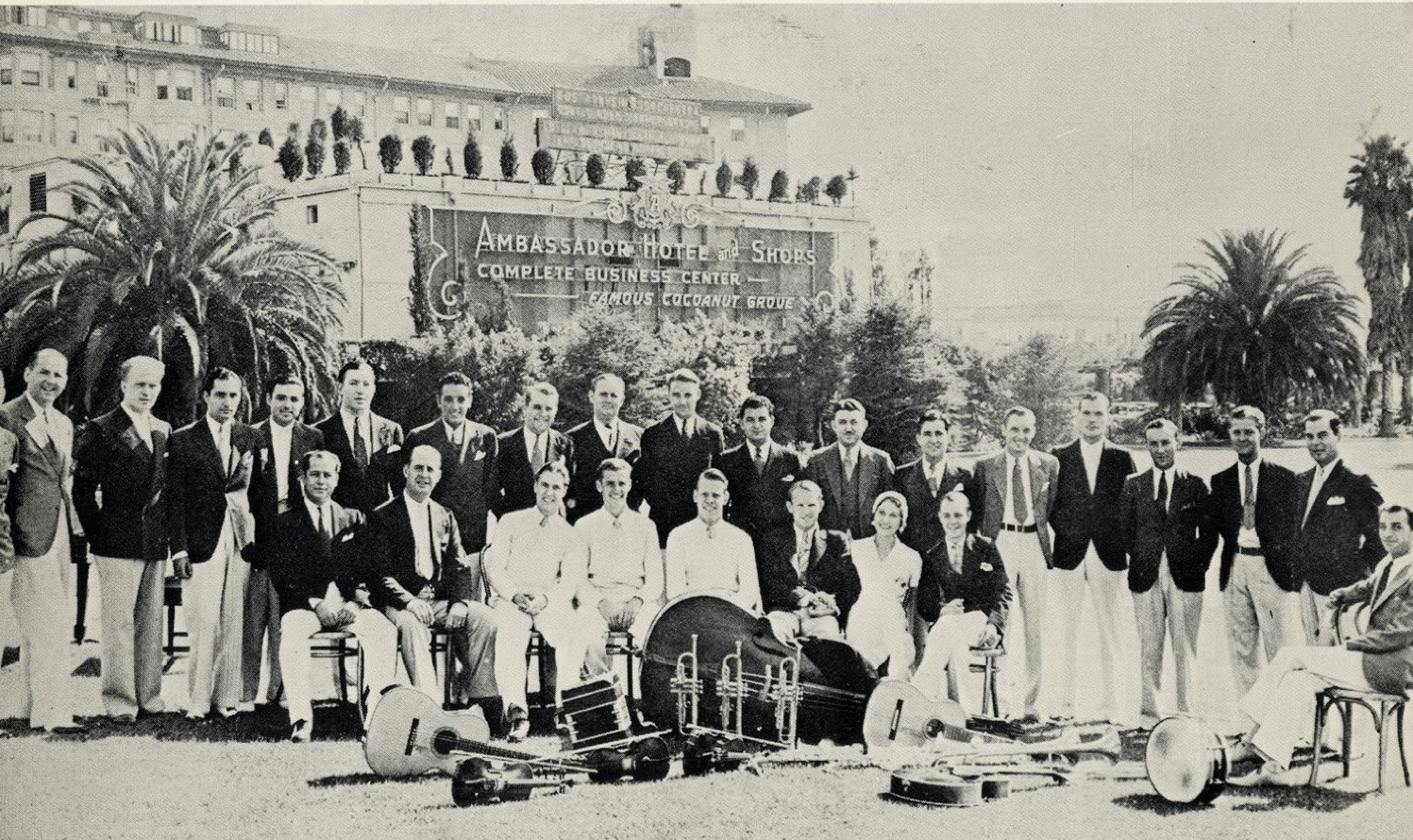
ارکستر آرنهیم، کوکِنات گرو در هتل امبسدور لس آنجلس (۱۹۳۲)

گاس آرنهیم (به انگلیسی: Gus Arnheim) (۴ سپتامبر ۱۸۹۷ – ۱۹ ژانویهٔ ۱۹۵۵) نوازندهٔ پیانو و رهبر گروه اهل ایالات متحدهٔ آمریکا بود. او به خاطر نوشتن چند قطعه از جمله اولین اثر موفقش با نام «من برایت گریه کردم» (۱۹۲۳) شناخته شده‌است. اوج محبوبیت آرنهیم در دهه‌های ۱۹۲۰ و ۱۹۳۰ میلادی بود. او در کنار حرفهٔ موسیقی‌اش، در چند فیلم هم نقش‌های کوچکی ایفا کرد.
آرنهیم که زادهٔ فیلادلفیا است، در شیکاگو بزرگ شد. در سال ۱۹۱۹ به‌همراه ایب لیمن (درامز) و هنری هالستد (ویلون) در مهمانخانهٔ سانسِت سنتا مونیکا، کالیفرنیا پیانو می‌نواخت. هر سهٔ آن‌ها بعداً به رهبر گروه‌های معروف تبدیل شدند.
آرنهیم در سال‌های ۱۹۲۸ و ۱۹۲۹ اولین آثارش را با برچسب اوکی رکوردز منتشر کرد و پس از آن با ویکتور رکوردز (بعدا آرسی‌اِی) قرارداد بست که همکاری‌شان تا سال ۱۹۳۳ ادامه داشت. آرنهیم و گروهش در سال ۱۹۳۱ در اولین ضبط‌های بینگ کرازبی او را همراهی کردند. قطعه‌های ضبط‌شده در آن دوره، نقش مهمی در محبوبیت بعدی کرازبی به‌عنوان خواننده داشتند.